# Attagis
El género Attagis está integrado por dos especies, las que son denominadas popularmente agachonas grandes o perdicitas cordilleranas. Pertenece a la familia de aves Thinocoridae, y sus especies se distribuyen en el oeste y sur de América del Sur.

## Características generales
Superficialmente se ven similares a las perdices, tanto en la apariencia general como en la estructura y forma del pico, de estructura robusta. Sus patas son cortas y amarillas; y alas largas y puntiagudas. Son aves voluminosas, con pesos que llegan a 400 gramos y 28 cm de longitud total. El dorso y pecho es aperdizado o escamado, mientras que el resto ventral es blanco o canela, según la especie. 
Son aves gregarias, terrícolas, pasivas, pero de vuelo rápido.
Si bien el orden Charadriiformes lo integran especies fundamentalmente carnívoroas obligadas, las aves de este género se han adaptado a una dieta vegetariana de semillas y hojas, en especial brotes.  
Se reproducen en la temporada cálida; depositan de 2 a 3 huevos en un hoyo poco profundo en el suelo. Apenas salen del cascarón, los polluelos son capaces de caminar y alimentarse.

## Distribución y hábitat
Sus especies se encuentran desde altitudes superiores a los 4000 m s. n. m. en la cordillera de los Andes hasta el nivel del mar en el extremo sur continental, y desde las montañas de Ecuador, Perú, Bolivia, la Argentina, y Chile, hasta la Patagonia, llegando por el sur hasta el cabo de Hornos.
Habitan en estepas herbáceas y arbustivas de regiones frías australes o de altura.

## Especies y distribución
Este género se subdivide en 2 especies:
- Attagis gayi (Saint- Hilaire y Lesson, 1831) - agachona grande.
- Attagis malouinus Boddaert, 1783 - agachona patagónica o perdicita cordillerana austral.